# 龙头铺街道
龙头铺街道，是中华人民共和国湖南省株洲市石峰区下辖的一个乡镇级行政单位。

## 行政区划
龙头铺街道下辖以下地区：
龙兴社区、兴隆山社区、鸡嘴山社区、交通社区、龙头社区、龙升社区和三搭桥社区。